# 封回
封回（?—528年5月17日），字叔念，渤海蓨縣（今河北景縣）人。中國北魏時期人物，前燕慕容暐时太尉封奕之后，渤海太守封鉴之子，继从叔封魔奴为子，袭魔奴爵富城子。北魏孝文帝时赐名封回。北魏宣武帝时，累迁至安州刺史（治卢奴，今河北定州市）。北魏孝明帝时，为瀛州刺史。历度支、都官二尚书、冀州大中正。转七兵尚书，领御史中尉，因弹劾尚书右仆射元钦与从兄元丽妻崔氏通奸，时人称之。后为殿中尚书、右光禄大夫。北魏孝庄帝登基的第三天（528年），河阴之变中遇害。追赠司空公，谥曰孝宣。长子封隆之。

## 事迹
荥阳郑云逢迎巴结长秋卿刘腾，贿赂紫缬四百匹，得到安州刺史一职。任命书早上发出，晚上郑云拜访封回，坐未定，就问封回：“安州做什么生意容易发财？”封回答：“卿荷国宠灵，位至方伯，虽不能拔园葵，去织妇，宜思方略以济百姓，如何见造问兴生乎？封回不为商贾，何以相示？”郑云惭愧失色。

## 家族
三子封隆之、封兴之、封延之。